# Conus minimus
Conus minimus é uma espécie de gastrópode do gênero Conus, pertencente à família Conidae.